# Canton d'Ajaccio-7
Le canton d'Ajaccio-7 est un ancien canton français situé dans le département de la Corse-du-Sud et la collectivité territoriale de Corse.

## Géographie
Ce canton comprenait une fraction de la ville d'Ajaccio et cinq autres communes dans l'arrondissement d'Ajaccio. Son altitude variait de 0 m pour Ajaccio à 888 m pour Bastelicaccia, avec une moyenne de 192 m.

## Histoire
Le canton d'Ajaccio-VII a été créé par décret du 2 février 1982 à l'occasion du remaniement des cantons d'Ajaccio-IV et Ajaccio-V.
Il est supprimé par le décret du 24 février 2014 entrant en vigueur lors des élections départementales de 2015. 

## Administration
| Période | Période          | Identité                               | Étiquette | Qualité |
| ------- | ---------------- | -------------------------------------- | --------- | --- |
| 1982    | 2000 (décès)     | Félix Luciani (1936-2000)              | PS        | Fonctionnaire à la DDASS Maire d'Afa (1977-2000) Conseiller territorial (liste José Rossi) de 1992 à 1998 Conseiller général du Canton d'Ajaccio-5 de 1976 à 1982                                                               |
| 2000    | 2014 (démission) | Jean-Louis Luciani (fils du précédent) | PRG       | Chef d'entreprise Conseiller exécutif de Corse Elu conseiller territorial depuis 2004 Membre du Conseil Exécutif de l'Assemblée de Corse en 2010 (président de l'Office du Développement Agricole et Rural de la Corse (ODARC)) |
| 2014    | 2015             | Marie-Thérèse Baranovsky               | DVG       | Fonctionnaire à Ajaccio |

## Composition
| Nom                 | Code Insee | Intercommunalité    | Population (dernière pop. légale)              |
| ------------------- | ---------- | ------------------- | ---------------------------------------------- |
| Ajaccio (chef-lieu) | 2A004      | CA du Pays ajaccien | Fraction : 3 893(2012) Commune : 68 587 (2014) |
| Afa                 | 2A001      | CA du Pays ajaccien | 3 023 (2014)                                   |
| Alata               | 2A006      | CA du Pays ajaccien | 3 141 (2014)                                   |
| Appietto            | 2A017      | CA du Pays ajaccien | 1 697 (2014)                                   |
| Bastelicaccia       | 2A032      | CC Celavu-Prunelli  | 3 796 (2014)                                   |
| Villanova           | 2A351      | CA du Pays ajaccien | 355 (2014)                                     |

Le canton d'Ajaccio-7 se composait de :
- cinq communes entières,
- la portion de territoire de la ville d'Ajaccio déterminée comme suit : au Nord et à l'Est, par les limites avec les communes d'Alata, Afa et Bastelicaccia ; au Sud, par une ligne joignant les limites de la commune de Bastelicaccia en passant au Sud des lieux-dits la Confina, domaine Peraldi, Bacciochi et à l'Ouest du lieu-dit la Sposata jusqu'à la commune d'Alata.

## Démographie
| 1982 | 1990   | 1999   | 2006   | 2011   | 2012   |
| ---- | ------ | ------ | ------ | ------ | ------ |
| -    | 10 258 | 11 547 | 13 477 | 15 019 | 15 342 |